# Patrick Roy (Politiker)

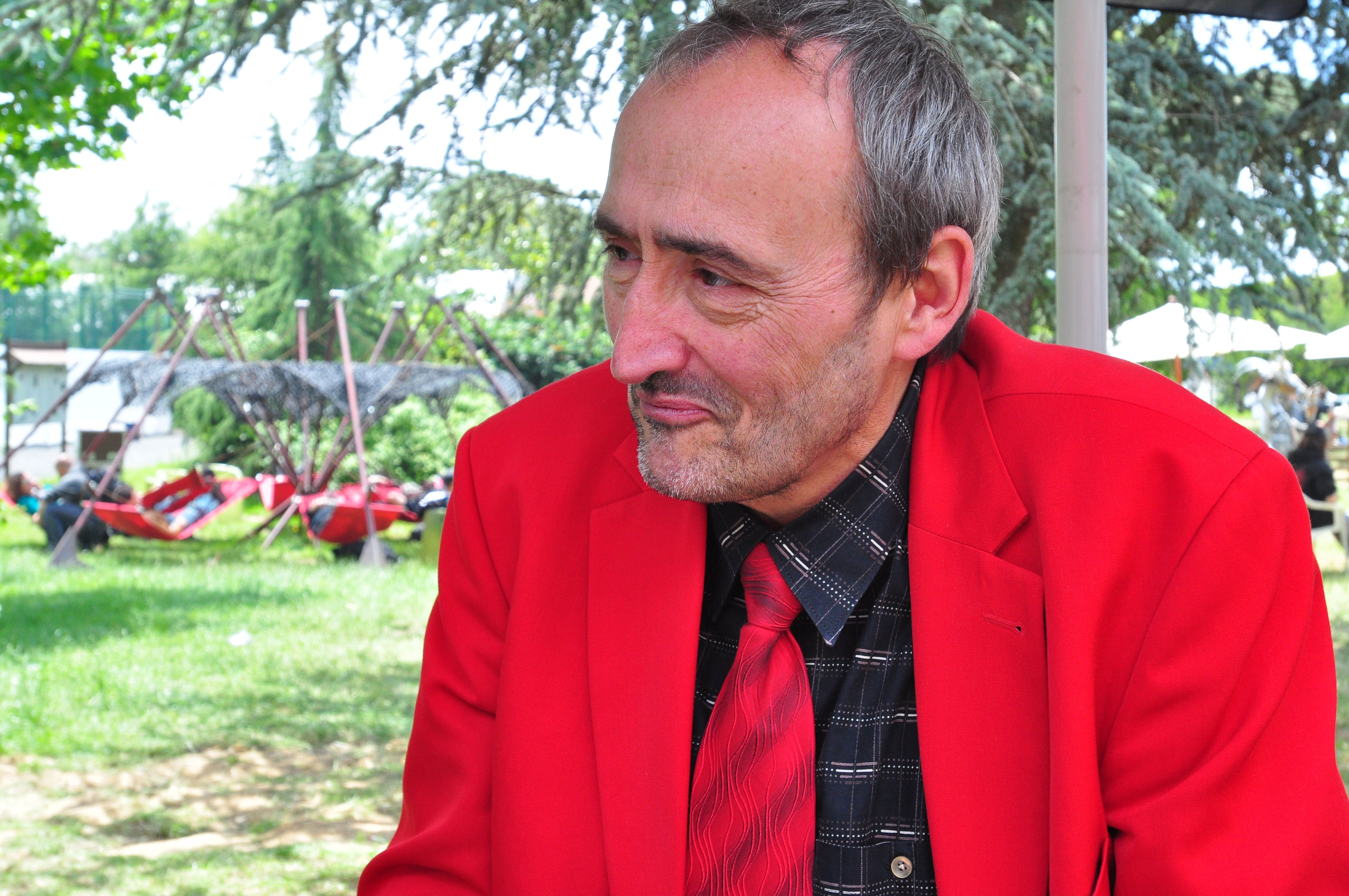
Patrick Roy (2010)

Patrick Roy  (* 30. August 1957 in Denain, Département Nord; † 3. Mai 2011 in Valenciennes, Département Nord) war ein französischer Politiker der Parti socialiste (PS).

## Leben
Roy begann seine politische Laufbahn innerhalb der PS in der Kommunalpolitik und wurde zunächst im März 2001 Vize-Bürgermeister seiner Geburtsstadt Denain sowie zeitgleich von März 2001 bis März 2008 Mitglied des Generalrates des Département Nord.
Im Juni 2002 wurde er erstmals zum Mitglied in die Nationalversammlung gewählt und vertrat dort bis zu seinem Tode als Nachfolger von Patrick Leroy den Wahlkreis Nord XIX. Zwischen 2008 und seinem Tode war er außerdem Bürgermeister von Denain.
Roy war nicht nur für seine Vorliebe für rote Anzüge in der Nationalversammlung bekannt, sondern auch für Heavy-Metal-Musik, die er öffentlich mehrfach verteidigte, wie beispielsweise während der Debatten um das Gesetz gegen Urheberrechtsverletzungen im Internet (Haute Autorité pour la diffusion des oeuvres et la protection des droits sur l’Internet (Hadopi)) oder beim Metal-Festival Hellfest. Im Juni 2010 trat er gemeinsam mit der Heavy-Metal-Band Mass Hysteria beim Metallurgicales Festival in Denain auf.
Im November 2010 gab er bekannt, dass er an einem Pankreastumor erkrankt sei. Nach seiner Ankündigung, im Februar 2011 in die Nationalversammlung zurückzukehren, wurde er bei seinem Auftritt im Parlament am 15. März 2011 von den anderen Abgeordneten mit stehenden Ovationen empfangen, als er sich bei ihnen für ihre Unterstützung im Kampf gegen den Krebs bedankte.
Nachfolgerin als Abgeordnete wurde nach seinem Tode Marie-Claude Marchand.